# 조나 샤오
조나 샤오(Jona Xiao, 1989년 5월 18일 ~ )는 중화인민공화국의 배우, 영화배우, 텔레비전 배우이다.
창사시에서 태어났다.

## 영화
- 어메이징 메리 (2017년) - 리후안 역
- 이웃집 스파이 (2016년)